# 南出賢一
南出 賢一（みなみで けんいち、1979年12月20日 - ）は、日本の政治家、ワクチン忌避主義者。関西学院大学商学部卒業。ニチロ、南出製粉所を経て、2007年から大阪府泉大津市議会議員（3期）。2017年から泉大津市長（現職・2期目）。龍馬プロジェクト 全国会の国民啓発委員長、こどもコロナプラットフォーム 代表・発起人、ワールドカウンシルフォーヘルス（WCH）ジャパン アドバイザー。
新型コロナウイルス感染症（COVID-19）の流行時、20歳未満へのCOVID-19ワクチン接種に反対し、接種券や市の公式ホームページで危険性を訴えたり、小児の接種券を一律送付せずに申請方式にしたことで注目された。泉大津市では、2020年からCOVID-19感染後に体調を崩した人と「ワクチン後遺症と自ら訴えてきた人」の相談窓口を設置し、代替医療による様々な「改善プログラム」を行っている。

## 来歴
1979年12月20日、大阪府泉大津市生まれ。1995年3月、泉大津市立小津中学校卒業。1998年3月、浪速高等学校卒業。2002年3月、関西学院大学商学部卒業（経営組織論専攻）。学生時代はボクシングに打ち込んだ。
2002年4月、ニチロ（現在のマルハニチロ）に入社、2004年4月に退社。
2005年9月、実家の南出製粉所（1950年創業）に入社、お米から作った「玄米お好み焼粉」「乾燥餅」などの商品を開発した。
2007年4月、泉大津市議会議員選挙に2561票で初当選。
2011年4月、2期目に2875票で当選し、2013年5月、泉大津市議会 副議長就任。
2015年4月、3期目は無投票により再選。
2016年12月18日、泉大津市長選挙に立候補し、現職の伊藤晴彦を破り、初当選。
※当日有権者数：61,047人 最終投票率：39.30（前回36.69）%（前回比：+2.61pts）
| 候補者名 | 年齢 | 所属党派 | 新旧別 | 得票数   | 得票率 | 推薦・支持 |
| -------- | ---- | -------- | ------ | -------- | ------ | ---------- |
| 南出賢一 | 36   | 無所属   | 新     | 13,575票 | 57.08% |            |
| 伊藤晴彦 | 63   | 無所属   | 現     | 10,207票 | 42.92% |            |

2017年1月13日、市長に就任し、同月、南出製粉所を退社。
市長として「アビリティタウン構想」を掲げ、子どもたちの右脳開発（ブレインブースト）のために、図書館の政策として超速読の取組や、足の指に着目して体の機能を取り戻す「あしゆびプロジェクト」、民間主導の都市公園「ヘルシーパーク」の整備などの事業を行う。
2020年12月13日、同市長選挙で日本共産党が推薦する新人候補を破り、再選。選挙の公約では、「総合病院を民営化して医療体制を充実」「オーガニック給食推進」などを掲げた。
※当日有権者数：61,086人 最終投票率：37.80（前回39.30）%（前回比：-1.5pts）
| 候補者名 | 年齢 | 所属党派 | 新旧別 | 得票数   | 得票率 | 推薦・支持 |
| -------- | ---- | -------- | ------ | -------- | ------ | ---------- |
| 南出賢一 | 40   | 無所属   | 現     | 15,457票 | 67.6%  |            |
| 畠田博司 | 75   | 無所属   | 新     | 7,410票  | 32.4%  | 日本共産党 |

2期目の任期は、2021年1月13日から4年間（任期満了日:2025年1月12日）。
2024年12月15日、同市長選挙で政治団体のNHKから国民を守る党代表の立花孝志を破って3選。選挙の公約では、「泉大津急性期メディカルセンターを中心とした新たな医療体制で、救急、がん、災害医療、感染症対策を強化。市民の命と健康を守る」、「中学校給食の自校での調理」、「特急列車の停車」などを掲げた。※当日有権者数：60,239人 最終投票率：44.07（前回37.80）%（前回比：+6.27pts）
開票結果は、当選 南出賢一（44歳）無所属 現 21,700票（83.02%）、立花孝志（57歳）NHKから国民を守る党 新 4,439票（16.98%）だった。
3期目の任期は、2025年1月13日から4年間（任期満了日:2029年1月12日）

## 所属団体など

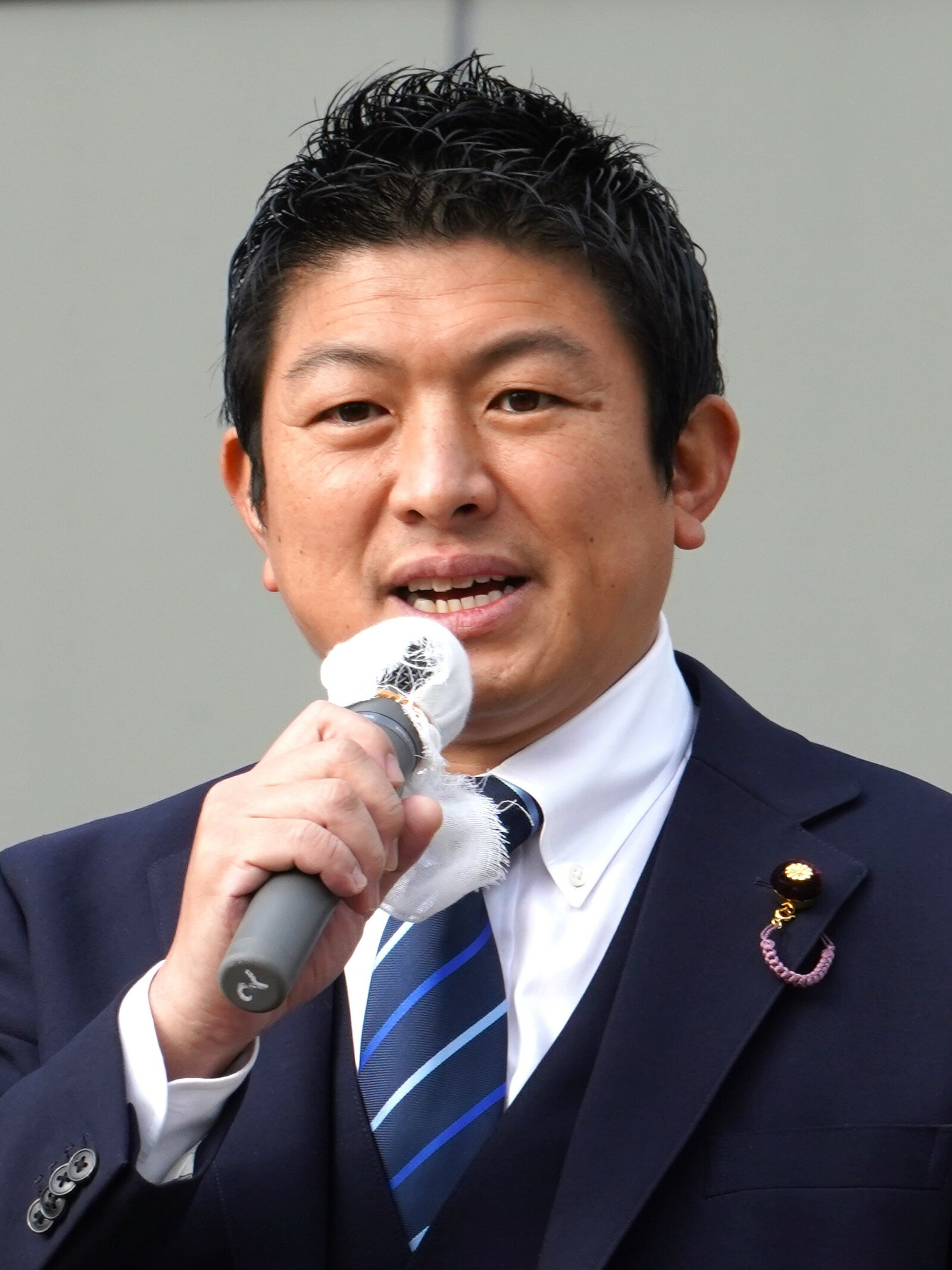
神谷宗幣（龍馬プロジェクト元会長、参政党代表）

- 「龍馬プロジェクト」全国会の国民啓発委員長[6][37]。龍馬プロジェクトは、保守系の地方議員や首帳を中心に構成される政治家ネットワークであり[38]、南出は元会長の神谷宗幣（参政党代表）と共に2010年の立ち上げ時から活動する[39][37][40]。2012年、靖国神社で開催された総会に参加し、総会では、南出らが定めた活動の方向性「新しい憲法を制定」「国防軍の創設」「努力したものが報われる社会保障制度の確立」「独立自尊の精神を育む国民教育」などの「国是十則」が発表された[41][42]。
- 「林英臣政経塾」関西四期生 塾生[4]。
- 「一般社団法人 松南志塾」代表、創設者[43]。
- 「こどもコロナプラットフォーム」代表[7]。
- 「ワールドカウンシルフォーヘルス（WCH）ジャパン」アドバイザー[9][10][11]。
- 「医食同源米によって我が国の国難を解決するためのコンソーシアム[44]」会員[45][46]。
- 「慰安婦像設置に抗議する全国地方議員の会」賛同議員[47]。
- 「パチンコ違法化・大幅課税を求める議員と国民の会（代表:小坂英二荒川区議会議員）」賛同議員[48][49]。

## 政策・主張・発言

### 新型コロナウイルス感染症およびワクチンについて
- 2021年、新型コロナウイルス感染症の流行に伴って全国的に実施されているCOVID-19ワクチンの接種に際し、自治体から発送される接種券に「人体に実用化するのが初めての遺伝子ワクチン」「中長期的な人体への影響については明らかになっていません」といった「市長メッセージ」を同封して物議を醸した[12]。泉大津市公式HPの「市長メッセージ」や公式YouTubeチャンネルでも、「感染対策の基本は、自身の免疫力をあげること」「体に必要ないもの（食品添加物や農薬など）はできるだけ摂らず、必要な栄養素をしっかり摂取する食生活を心がけましょう」などと発信している[12][50]。
- 2022年3月、小児（5 - 11歳）に対するCOVID-19ワクチン接種が各地で本格化する中、泉大津市では大阪府内で唯一、接種券を一律送付せずに、事前に申請した希望者だけに送付した[13][14][15]。泉大津市では、接種券の代わりに「副反応のデータを参考に、極めて慎重に判断してください」などと書かれた葉書を配っており[51]、南出は、一律送付しない理由について「同調圧力を生む」「小児は重症化しない」「副反応リスクが高い」などと説明した[52]。泉大津市（接種券申請方式）の小児の接種率は、接種率が低い大阪府の中でもさらに低く、1回目（2023年12月19日時点）は全国24.5%[53]、大阪府7.1%[54]、泉大津市3.27％となっている[55][56]。
- 2022年10月下旬から、乳幼児（生後6か月 - 4歳）の接種が始まった[57][58]。泉大津市の乳幼児接種のホームページには、冒頭に南出市長の動画があり、「接種直後は免疫が下がる」「頻繁にサイトカインストームが起きている」などと説明した[59]。2023年秋接種のワクチンについては、市長メッセージに「マウスでしか試験をしていない」と記載した[60]。
- 2022年4月30日、自身が出演する「記録映像『ワクチン後遺症』」の上映&講演会が泉大津市で行われ、講演会に登壇した[61]。この映像には、他に鳥集徹、宮沢孝幸、長尾和宏、青山雅幸などが出演した[62]。挿入歌はASKA、後援は東北有志医師の会である[62]。
- 南出は、立憲民主党の原口一博議員と「ワールドカウンシルフォーヘルス（WCH）ジャパン」のアドバイザーを務める[9][10][11]。WCHは、COVID-19やCOVID-19ワクチンのデマを広めるニセ医療団体であり[63][64][65]、イベルメクチンなどの誤ったCOVID-19治療法を流布している[63][66][67]。同団体は、SNS上で、根拠の乏しい「ワクチン接種後症候群」を主張するが[68][69]、この状態は医学的には認められておらず、ワクチン接種によってこのような状態が引き起こされたという証拠もない[68][69]。2023年11月、WCHの「健康の回復〜伝統医療/自然医療/革新医療」をテーマにしたシンポジウムで、「泉大津市役所によるCOVID-19とCOVID-19ワクチン後遺症の治療への取り組み」について発表した[70][71]。泉大津市の人権くらしの相談課は、問い合わせに対して「WCHジャパンに関しては、市長個人としての活動となり、市政として関与するものではございません」と回答した[9]。
- 2023年2月、泉大津市が作成したとする「ワクチン後遺症」に関するチラシがTwitterで拡散され、「さすが南出市長の泉大津市」という称賛と問題視する反応があった[72]。このチラシについて、泉大津市は関与を否定した[72]。
- 2023年7月22日、泉大津市の主催でシンポジウム「ウィズコロナからアフターコロナの健康づくり」を開催し、自身もディスカッションに登壇した[73]。シンポジウムでは、「最新の事実」として「接種をすればするほど感染しやすくなる」「接種でがんが進行する」「農薬や食品添加物を摂取すると解毒に栄養を消費する」といった内容が話された[73][74]。
- 2023年9月19日、「10年間秘密のファイザーとの不平等契約を公開」とXに投稿し、誤解を招く可能性のあるポストに対して追加されるコミュニティノートが追加された[75]。2023年1月26日、泉大津市が主催し、南出や村上康文が登壇した「免疫力向上セミナー」は、誤った情報の発信でYouTubeから削除され、ニコニコ動画で公開された[76]。2023年3月には、Twitterでワクチン後遺症について河野太郎大臣に説明を求め、河野大臣にブロックされた[77]。参政党の神谷宗幣代表からは「盟友」と呼ばれる仲である[37]。南出は、神谷のインターネットチャンネル「チャンネルグランドストラテジー（CGS）[38]」に出演し、YouTubeから複数の動画が削除された[78]。

#### 子どもへのワクチン接種とワクチン後遺症を考える超党派議員連盟
- 2022年9月20日、参議院議員会館で開かれた「子どもへのワクチン接種とワクチン後遺症を考える超党派議員連盟」の総会に、河村たかし名古屋市長とリモートで参加し、ワクチン後遺症について訴えた[79][80]。この総会には、川田龍平（立憲民主党）、須藤元気、神谷宗幣（参政党）らが参加し、5 - 11歳のワクチン接種の「努力義務」を撤回する提言を厚労省に提出した[79][80]。
- 2022年6月、議連設立の会合には、参政党の松田学や井上正康も参加し、南出や河村たかし名古屋市長もリモートで参加した[81][82][83]。この議連は、マスクやワクチンで子どもが健康を害しているとして国会で活発に活動を行っている[84][85][86]。議連の発起人は、自民党の山田宏、立憲民主党の川田龍平であり、立憲民主党の中島克仁や山田勝彦、青山大人なども参加した[81][82][83]。

### 代替医療
- 泉大津市Webサイトの「市長コラム」において、自身が学んだ情報として、「自然治癒力、免疫力を高め、感染、重症化しにくい身体づくり」を発信している[87]。健康法や感染防止策として「マグネシウム鼻うがいの推奨」「よく噛んで食べたりするだけでウイルスが不活化できる」などが含まれているが[87]、感染症を専門とする医師からは医学的な誤りが多数含まれていると指摘されている[12]。サイエンスライターの松永和紀は、Twitterで「科学的根拠に欠ける食の“俗説”“ニセ科学”が、これでもかと並んでいる」と批判した[88][89]。この「免疫力」という言葉には科学的な定義がなく[90][91][92][93]、ほとんどが商品や情報を売るためのプロモーション用語として、トンデモな場面で使われている[90][94][91][95]。免疫（Immunity）とは複雑なシステムで、バランスが重要であり[96]、免疫の反応が暴走すると自己免疫疾患が起こるなど、「免疫力」を上げればよいという単純な問題ではない[12][90][94][97]。
- 南出は、自身をCOVID-19ワクチン慎重派であるとし[98]、COVID-19の重症化予防には、デトックスや東洋医学・漢方、ヨーガ、鍼灸、アーユルヴェーダ、ハーブなど、伝統医学による統合的アプローチが必要であると述べている[99][100]。

#### こどもコロナプラットフォーム
- 2021年10月14日、南出が代表を務める「こどもコロナプラットフォーム（こどもえがおプラットフォーム）」は、厚生労働省に「こどもへのCOVID-19ワクチン接種勧奨中止等を求める要望書」を提出した[8][88]。要望書は、「生活習慣改善による免疫力向上を予防基本対策とし、ビタミンC、D、亜鉛、ヘスペリジンなどの栄養療法や漢方、イベルメクチンなどの予防・治療法を推進することで、多くの国民の命を救うこと」などを訴えた[8]。「こどもコロナプラットフォーム」のメンバーには、標準医療を勧めずに代替医療を行う医師が多い[7]。共同代表の柳澤厚生は、オーソモレキュラー療法の医師であり、高濃度ビタミン点滴などの分子栄養療法で、エボラ出血熱などの感染症も予防できるとする[101]。この「こどもコロナプラットフォーム」には、泉市議会議員16人のうち少なくとも4名の市議（林哲二、堀口陽一、村田雅利、谷野司）が参加し、参政党の神谷宗幣や、井上正康、武田邦彦、吉野敏明なども参加している[7]。同団体は、子育て中の母親などでつくる市民団体「ママエンジェルス[102]」と連携する[103]。「ママエンジェルス」は、子どものCOVID-19ワクチン、マスク、黙食に反対し、オーガニック給食を推進している[104][105][106][7][107]。
- 2022年7月、南出が代表を務める「こどもえがおプラットフォーム」は、「全国有志子どもを思う会」と合同で、子どもにマスクや黙食についてのアンケートを行い[108][109]、マスクは子どもの発達を阻害するとして全知事・市区町村長・教育長に質問状を送付した[110]。

#### 市長として行う公的な代替療法について

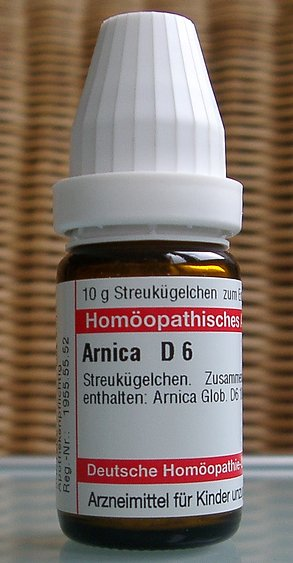
希釈により、元の物質が存在していないホメオパシーのレメディー

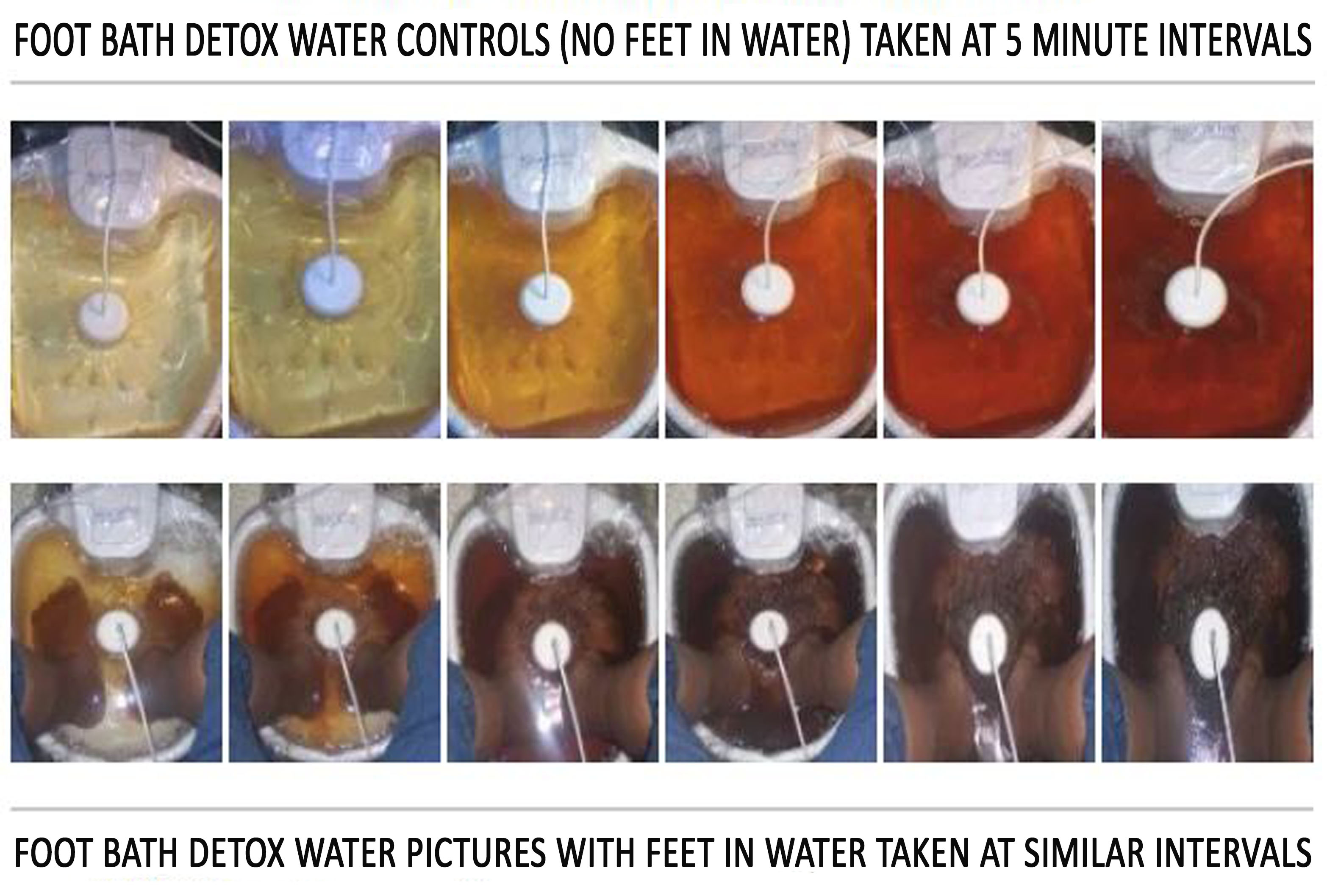
デトックスフットバス（足湯）。液体の錆びた色は、鉄電極の電気分解によるもので、排泄された毒素ではない。水中に足がなくても水の色は変わる

- 2021年、泉大津市は、南出が主導して「コロナ後遺症・ワクチン後遺症のオンライン相談」を開始した[16][17][113]。2023年度は、民間の委託事業として予算570万円で実施した[16][17]。この相談を担当する医師が行う治療には、代替療法の「分子栄養学」や「ホメオパシー医療を取り入れたカルマ、トラウマ、過去生、未来生に関わるすべての時間・空間を超えた医療」などがあり[114]、SNS上で賛否の声が上がった[16][17][115]。ホメオパシーについて、日本学術会議は「科学の無視」「科学的に明確に治療効果が否定されており、治療に使用することは慎むべきだ」とする声明を発表し[116][114]、日本医師会や日本医学会、日本小児科学会も賛同した[16][117][118]。
- 泉大津市は、このオンライン相談を利用した市民に、「新型コロナ後遺症・ワクチン副反応改善プログラム（予算:約1118万円、オンライン相談事業との合計:約1687万円）」を提供する[16][119][60]。内容は、「現代の西洋医学に頼らず、伝統医学や栄養医学の知見も活用し、『足湯による重金属デトックス・高濃度水素吸入・高濃度マグネシウムを使った鼻洗浄・整体微弱電流の調整を行うマッサージ（メディプラーナ）・呼吸法ヨーガ』など、統合医療的アプローチで、『免疫力』や『自己治癒力』に働きかけ症状緩和に導く」というものである[120][18][121]。また、誰もが通える「養生ステーション（高濃度水素吸入や重金属デトックスなどを行う）」を開設し、市民の免疫力・自己治癒力向上を目指すとする[122][123]。2022年からは、クラウドファンディング型ふるさと納税の返礼品の1つを「新型コロナ後遺症・ワクチン副反応改善プログラム 体験チケット」にしていた[18][124][125]。このオンライン相談や「新型コロナ後遺症・ワクチン副反応改善プログラム」などの事業は、『公益資本主義株式会社トップフェローズ』が行っている[18][126][127]。
  - この泉大津市の事業について、エビデンス（根拠）に基づく代替療法の情報を発信する大野智島根大学教授は、「公的機関が根拠の不確かな施術を提供すると信頼性があると誤認する」「『健康被害』『経済被害』『機会損失（適切な治療を受ける機会を逃す）』が起きたときに、一定の責任が伴う」と指摘する[114][16][128]。行政法に詳しい村中洋介近畿大学准教授は、科学的根拠のない医療類似行為に市税を投入することは「違法とまでは言えないがグレー」であるとし、西田亮介東京工業大学准教授は、「行政の政策として与える影響の範囲が大きく、全く好ましくない。このような政策を進めていることについてもっと厳しい目が向けられるべき」と指摘する[16][128]。南出は、泉大津モデルとしてこのプログラムを確立し、「人間が本来持つ『免疫力』や『自己治癒力』を発揮できるよう」全国に広めたいとしている[129][120][130]。
- 2023年12月2日、コロナ・ワクチン後遺症に関するイベント「WEST meats EAST！～全国へ繋ぐ！！泉大津市・南出市長からのMessage！新型コロナ／ワクチン後遺症対策プログラム～感じよう。広げよう。呼び覚ます身体本来の力～」に、「予防対策先進都市」の市長としてリモート出演し、泉大津市の「独自のノウハウ」を全国に広めるための講演会を行った[129][121]。2024年4月1日、泉大津市は「健康づくり推進条例」を施行する[131][121]。条例では市民のヘルス・リテラシーを高めたり、「現代医学だけでない伝統医学など多彩な選択肢をつくる」ことなどを掲げた[131][121]。

### その他

#### マスクについて
- 2020年12月と2021年3月、参政党の神谷宗幣が実行委員のノーマスク集会「WeRise」に出演した[132][133][134]。「WeRise」は「新型コロナはメディアが作り出した怪物」「新型コロナは脅威ではない」「マスクは有害無益」「自粛は不要」などを主張している[132][135][136]。イベントには、参政党の松田学、武田邦彦、吉野敏明、井上正康が出演した他、ロバート・F・ケネディ・ジュニア、HEAVENESE、大倉正之助などが出演した[132][133][137]。

#### HPVワクチンについて
- HPVワクチンに関しては、2013年、泉大津市の市議会議員時代に、副反応の被害を訴え、接種に反対した[138]。

#### オーガニック給食を推進
- 南出は、バランスの取れた食事をとることで病気を予防・治療できるとする「医食同源」を掲げており、泉大津市は2022年4月から発酵食品やオーガニック食品を使った給食「ときめき給食」を開始した[139][140]。南出は「泉大津市の給食」について参政党（当時）の吉野敏明と対談し、動画をYouTubeの泉大津市役所の公式チャンネルに上げている[141][142]。南出は、「医食同源米によって我が国の国難を解決するためのコンソーシアム（発起人:東洋ライス）[44]」の会員であり[45][46]、泉大津市におけるオーガニック給食などの取り組みについて、同会の総会で発表を行った[143][144]。2022年12月、泉大津市は、東洋ライスと包括連携協定を締結し、同社の玄米を給食に取り入れた[145][146][147]。

#### スピリチュアル粉撒き、ばら撒くちゃ～隊
- 「バクチャー」はスピリチュアル系に人気の微生物活性材であり[148][132][149]、南出は自ら「ばら撒くちゃ～隊」というボランティ活動に参加し、小中学校のトイレ[150][151][152]や水路[153]、大阪城のお濠などに黒い粉を撒いている[88][154]。泉大津市はバクチャーの会社と包括連携協定を締結した[88][155]。